# IC 1839
IC 1839 је спирална галаксија у сазвјежђу Ован која се налази на листи објеката дубоког неба у Индекс каталогу.
Деклинација објекта је + 15° 14' 22" а ректасцензија 2h 44m 43,0s. Привидна величина (магнитуда) објекта IC 1839 износи 14,3 а фотографска магнитуда 15,1. Налази се на удаљености од 94,800 милиона парсека од Сунца. IC 1839 је још познат и под ознакама UGC 2220, MCG 2-8-1, CGCG 440-2, PGC 10394.